# Palmira, regina di Persia

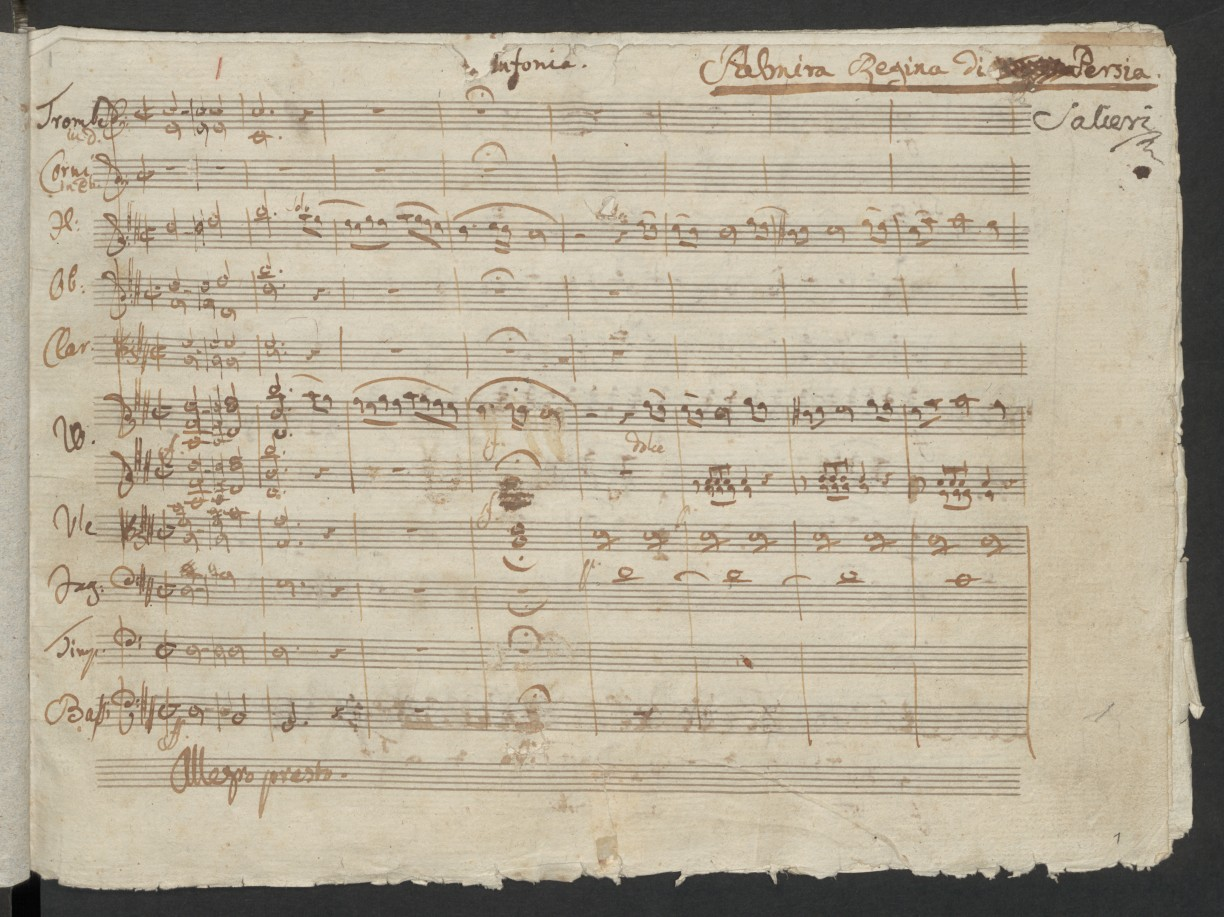
Die erste Seite des Autographs

Palmira, regina di Persia (dt. Palmira, Königin von Persien) ist eine heroisch-komische Oper (it. „Dramma eroicomico“) in zwei Akten von Antonio Salieri auf einen Text von Giovanni De Gamerra nach Désiré Martins La princesse de Babylone. Die Uraufführung fand am 14. Oktober 1795 im Wiener Kärntnertortheater statt.
Nach seinen großen Erfolgen in Paris mit Les Danaïdes und Tarare sollte Salieri im Jahre 1789 die fünfaktige Oper La princesse de Babylone für die Pariser Bühne schreiben. Der Librettist Désiré Martin verfasste hierzu den Text nach Voltaires gleichnamigem Schauspiel. Die Schrecken der Französischen Revolution ließen Salieri jedoch von seinen Reiseplänen abkommen, und so blieb es bei Plänen und Skizzen zu diesem Werk. Jahre später erinnerte sich Salieri des Textes und überließ ihn dem Dichter Giovanni De Gamerra, der daraus ein zweiaktiges „Dramma eroicomico“ gestaltete.
Schon bei der Premiere war Palmira ein gewaltiger Erfolg beschieden – nicht zuletzt dank der opulenten Ausstattung (u. a. war ein Kamel auf der Bühne zu sehen) und des orientalischen Sujets. Ähnlich schnell, wie es bei Salieris Axur, re d’Ormus geschehen war, wurde das Werk bald in ganz Europa nachgespielt; zahlreiche Übersetzungen ins Deutsche und auch ins Polnische sowie verschiedene Klavierauszüge sprechen für die große Popularität, die diese Oper genoss.

## Paraphrasen und Bearbeitungen
Viele Komponisten variierten und paraphrasierten Teile des Werkes, so verwendet etwa Ignaz Moscheles in seinem Impromptu martial op. 65 einen Marsch aus dem ersten Akt. Auch verschiedene Arrangements der Oper für Kammerensemble haben sich erhalten, darunter auch eine Version des Klarinettisten Anton Stadler für drei Bassetthörner.
Besondere Berühmtheit bei den Zeitgenossen erlangte das A-cappella-Quartett für Männerstimmen Silenzio facciasi: Salieri selbst verwendete es in rein instrumentaler Version für sein Bläseroktett Armonia per un tempio della notte sowie mit dem neuen Text „Notte placida e tranquilla“ versehen für seine Hochzeitskantate für Kaiser Franz II./I. (1808). Auch andere Komponisten und diverse Verleger bearbeiteten dieses Vokalstück. Aus Frankreich ist sogar eine Version für den gottesdienstlichen Rahmen unter dem Titel Veille sur tes enfants! bekannt. In Kreisen der Freimaurer wurde das Stück ebenfalls mit neuem Text versehen und bei Zusammenkünften gesungen.
Ein weiteres Beispiel für die große Popularität dieser Oper ist das Erscheinen der Parodie Die travestierte Palmyra von Franz Xaver Gebel auf dem Wiener Theater in der Leopoldstadt im Jahre 1813.

## Würdigung des Werkes durch Zeitgenossen
In seinem Briefwechsel kommt Johann Wolfgang von Goethe zwischen 1797 und 1799 mehrmals begeistert auf das Werk zu sprechen. Schiller gegenüber äußert er sich besonders über die prachtvolle Ausstattung und die gelungene szenische Umsetzung der Oper.
Der Komponist Conradin Kreutzer hörte das Werk 1804 in Wien und erkannte in seiner Begeisterung für das Stück seine Berufung zum Theaterkomponisten.
Bettina von Arnim berichtet in Clemens Brentanos Frühlingskranz aus Jugendbriefen (1844) begeistert von einem Besuch der Oper.